# GSC8626-464
GSC8626-464 — хімічно пекулярна зоря спектрального класу He, що має видиму зоряну величину в смузі V приблизно 10,5.